# دارين روجرز
دارين روجرز (بالإنجليزية: Darren Rogers)‏ (9 أبريل 1970 ببرمنغهام في المملكة المتحدة - ) هو لاعب كرة قدم بريطاني في مركز الدفاع. لعب مع برمنغهام سيتي وستيفيناغ بوروه ونادي والسول ووست بروميتش ألبيون ونادي كيدرمينستر هاريرز لكرة القدم وويكمب وندررز وEvesham United F.C. ‏.

## وصلات خارجية
- دارين روجرز على موقع قاعدة بيانات كرة القدم.إي يو (الإنجليزية)